# شهرک صنعتی خمین
شهرک صنعتی خمین یکی از شهرک‌های صنعتی واقع در شهرستان خمین می‌باشد که در کنار بزرگراه اراک-اصفهان واقع شده‌است. فاصله این شهرک صنعتی تا شهر اراک ۵۰ کیلومتر، فرودگاه اراک ۶۰ کیلومتر، گمرک اراک ۶۰ کیلومتر و شهر تهران ۳۲۰ کیلومتر می‌باشد. همچنین وسعت این شهرک ۱۰۰۰ هکتار می‌باشد. از جمله واحدهای مستقر در این شهرک می‌توان به شرکت ویستا اعتماد ایرانیان (تولیدکننده ظروف چینی استخوانی) کارخانه رینگ آلومینیومی گام آفرین، کارخانه ذوب بریس، نانو پلیمر یاس، نوین پرشین پرچم خمین (تولیدکننده انواع پرچم)، کارخانه تولید فروسیلیس و … نام برد. همچنین پتروشیمی خمین (دی پلیمر آریا) نیز در این شهرک واقع شده‌است.